# Thành phố lịch sử Ahmedabad
Thành phố lịch sử Ahmedabad hoặc Ahmedabad cổ là phần thành phố có tường bao quanh của Ahmedabad, Ấn Độ. Nó được thành lập bởi Ahmad Shah I của vương quốc Hồi giáo Gujarat năm 1411. Nó vẫn là thủ đô của vương quốc Gujarat đồng thời là trung tâm chính trị, thương mại quan trọng của Gujarat. Ngày nay, mặc dù đã trở nên cực kỳ đông đúc và đổ nát, nhưng nó vẫn đóng vai trò là trái tim và biểu tượng của đô thị Ahmedabad. Nó đã được UNESCO công nhận là Di sản thế giới vào tháng 7 năm 2017.

## Lịch sử
Các khu định cư sớm nhất nằm ở phía nam của thành phố cổ hiện tại và bên bờ sông Sabarmati. Nó được gọi là Ashaval hoặc Ashapalli. Asha Bhil là lãnh chúa của Ashaval. Vào thế kỷ thứ 11, vua Karna của triều đại Chaulukya trị vì Anhilwad Patan (1072-1094) đã đặt thị trấn thành thủ đô của mình và đặt tên là Karnavati (thị trấn của Karna) hoặc Shrinagar (thành phố thịnh vượng) và Rajnagar (thị trấn của nhà vua).